# 마누엘 데 라 페냐 이 페냐
호세 마누엘 데 라 페냐 니 페냐(José Manuel de la Peña y Peña, 1789년 3월 10일 ~ 1850년 1월 2일)는 멕시코의 1847년 9월 26일부터 11월 13일까지 정치인과 변호사였고 1847년 6월 38일까지는 멕시코 임시 대통령이었다.

## 같이 보기
- 멕시코의 국가원수 목록